# スポーツマンシップ

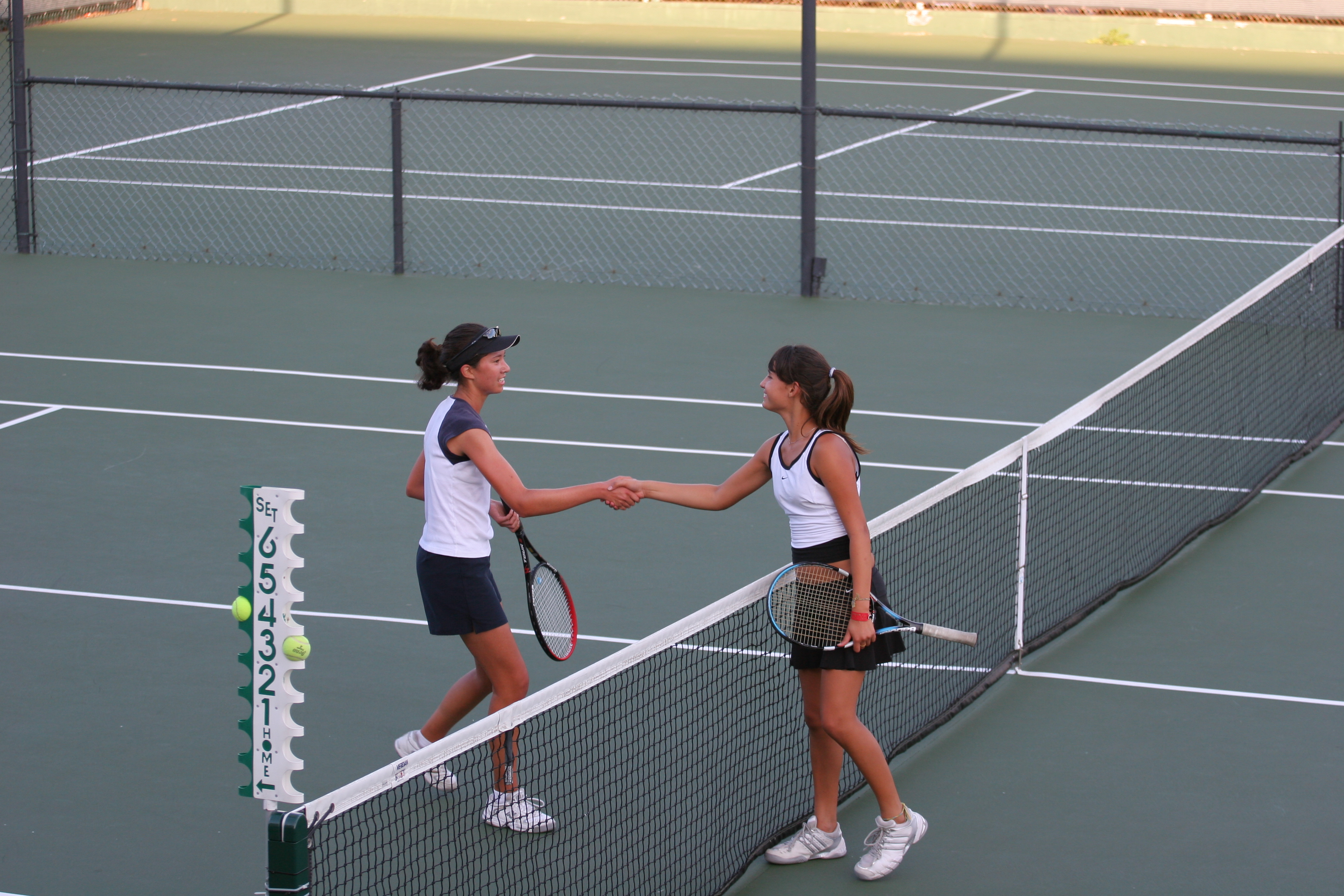
ゲームが終われば、互いに握手してお互いの健闘を称えあうのもひとつのマナーである。

スポーツマンシップ（英: sportsmanship）は、スポーツを起点とした相手に対する思いやり、ないしは一個人として正しい行い全ての総称である。

## 概要
スポーツマンシップは、スポーツのルールを遵守してゲーム（競技）を行っていくうえでの根本的な姿勢をいうものである。
スポーツマンシップとは、スポーツをすること自体を楽しみとし、公正なプレーを尊重し、相手の選手に対する尊敬や賞賛、同じスポーツを競技する仲間としての意識をもって行われる活動であるという姿勢となって表される。また様式化された礼節の発揮も、マナーという面から重視される傾向があり、選手同士が試合の前や後に挨拶を交わすのも、このスポーツマンシップの延長で見られる風習である。
スポーツマンシップの考え方は完全に統一された考えがあるわけでは無く、種目や団体で背反する部分が見られる。弱い選手を圧倒せずに手加減をする事はスポーツマンシップである一方、相手を馬鹿にしたという意味でスポーツマンシップに反すると言われる。また、選手の能力とは関係ない事故を利用して勝利する事はスポーツマンシップに反する一方で、それを配慮してペースを落とすなどしてもスポーツマンシップとして評価されない場合も有る。例えば自動車レースで敵チームの機材トラブルで勝利しても賞賛されるが、自転車レースで同じように敵チームに機材トラブルがあった場合相手を待つのが暗黙のルールである。キャメルトロフィーは自動車レースであるが、敵チームに問題があれば救助しないといけないというスポーツマンシップに則ったルールが存在する。
立場や挨拶、所属する組織、交友関係、選手宣誓、セレモニー、表彰式、トロフィやメダルなど授与品の取扱など競技外の素行に関してもスポーツマンシップの考え方は統一されていない。立場や挨拶、素行などが優れていなくても競技で勝てば良いという考えがある一方、それらが優れていないと競技に参加出来ない、競技中や競技後の勝敗判定に影響を及ぼす、たとえ勝利しても賞賛されないという考えもある。
例えば、日本水泳連盟は2020年に発覚した瀬戸大也の女性問題に関して、スポーツマンシップに反するとして処分を下すなど、交際関係においても倫理的に正しい振る舞いを要求した。
『Oxford English Dictionary』によれば、“sportsmanship”の初出は、フィールディングの小説『トム・ジョーンズ』（1749年）で、主人公のトムが5本の柵を飛び越える乗馬技術を指して用いられており、これが19世紀末から20世紀初期にかけて倫理的ニュアンスを含むようになった。
また、相手を侮辱したり、得点時の過剰すぎる祝福行為などを非スポーツマン行為として罰する競技もある。
一方、出場はしたもののいじめ等選手に問題がある場合は対戦相手がスポーツマンシップに乗っ取っていないと試合終了後の握手を拒否がある事がある。これは単に握手を拒否した側がスポーツマンシップに乗っ取っていないのではなく、相手選手の行動にもクリーンでスポーツマンシップを求める事を暗に示す行為である。その例としては2025年8月7日に行われた第107回全国高等学校野球選手権大会1回戦で、部内での暴力事案が報じられている広陵高等学校に対して対戦相手の旭川志峯高等学校が試合後の握手を拒否した事である。